# Vasai-Virar
Vasai-Virar (marathi: वसई-विरार महानगरपालिका) – miasto w Indiach, w Maharasztrze. W 2011 roku liczyło 1 221 233 mieszkańców. Leży w pobliżu Bombaju.